# NGC 306
NGC 306 est un amas ouvert dans le Petit Nuage de Magellan (PNM) situé dans la constellation du Toucan. NGC 306 a été découvert par l'astronome écossais James Dunlop en 1826. 
NGC 306 est à peu près à la même distance de nous que le PNM, soit 199 000 années-lumière.